# Москвич-408
Москвич-408 — радянський легковий автомобіль малого класу, що випускався протягом 1964-1976 років в Москві заводом МЗМА/АЗЛК а також автомобільним заводом в Іжевську.

## Загальна інформація

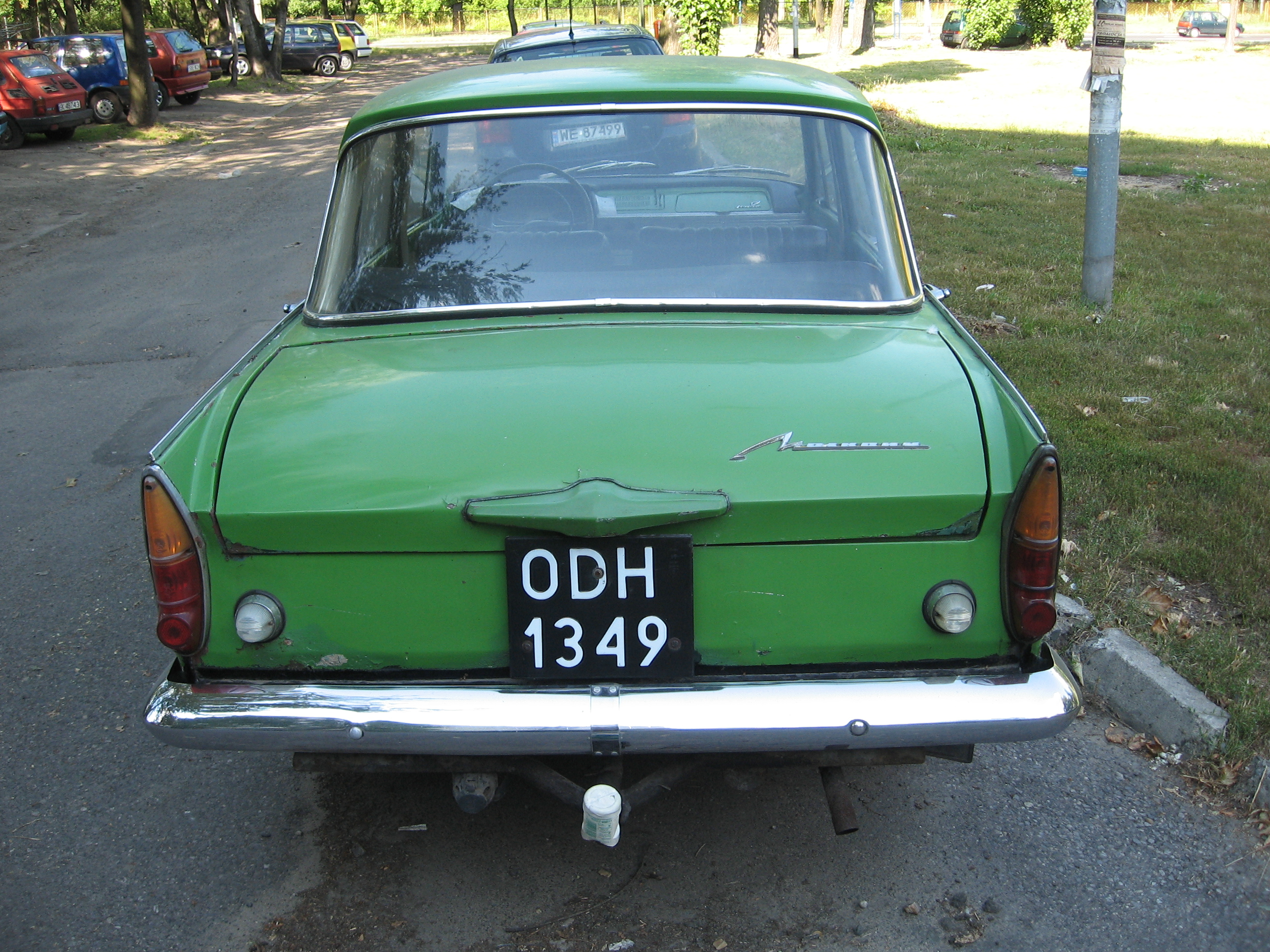

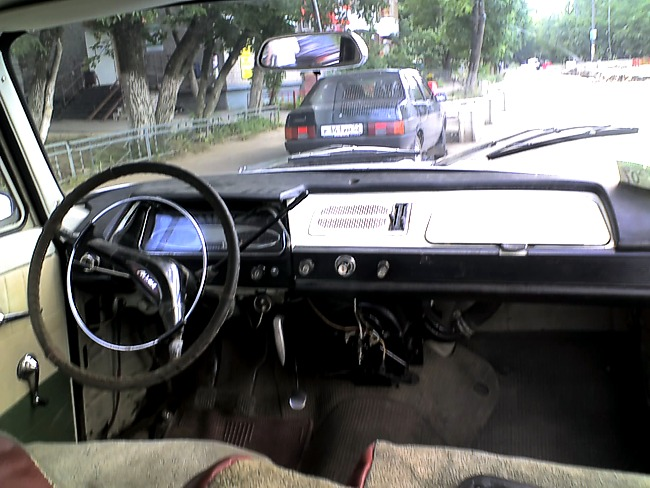

Москвич-408 (він же Moskvich Ellite на експортному ринку Франції) — модель радянського легкового автомобіля першої групи малого класу, що виготовлялася з 1964 по 1975 рік в Москві, на заводі МЗМА (з 1968 року — АЗЛК), а також в 1966-1968 роках в Іжевську. У 1969-1971 роках автомобіль був модернізований і відрізнявся деякими деталями зовнішнього оформлення. Дизайн «Москвича» з елементами американського стайлінгу для свого часу був цілком оригінальним і модним, конструкція — сучасною, салон відрізнявся продуманим оформленням і достатньо високою комфортабельністю для того часу і даного класу, а автомобіль в цілому - відмінним співвідношенням ціни і якості. Тому значна частина «Москвичів» випуску 1960-х експортувалася, наприклад, в 1968 році — 55 % від річного обсягу виробництва.

## Опис
Кінець 1950-х - початок 1960-х років стали часом великих змін в царині автомобільного дизайну. Саме у ці роки впродовж 1930х-40х і 50х років стиль із округлими формами кузовів почав замінятися новим, футуристичним (на ті часи) стилем. Новий стиль включав прямі або криві з невеликим вигином лінії ободів, чіткі ребра на поверхні кузова, прямокутні обводи даху, і так далі. Саме в цьому стилі був створений перший «Москвич» третього покоління - новий Москвич-408, покликаний замінити застарілий морально М-407/403. Його творці не уникли впливу тодішнього «законодавця автомобільної моди» - американського автопрому, забезпечивши своє дітище модними, на ті часи, хвостовими кілями, та і в багатьох інших елементах дизайну автомобіля читаються американські «мотиви». Пояснити це можна тим, яке враження справила на радянських людей американська автовиставка в Москві 1959 року (перша і остання), на якій були представлені всі основні моделі трьох найбільших американських виробників. «За мотивами» експонатів цієї виставки був так само створений в 1960 році концептуальний прототип нової «Волги» ГАЗ-24, але далі за пластиліновий макет справа не пішла.

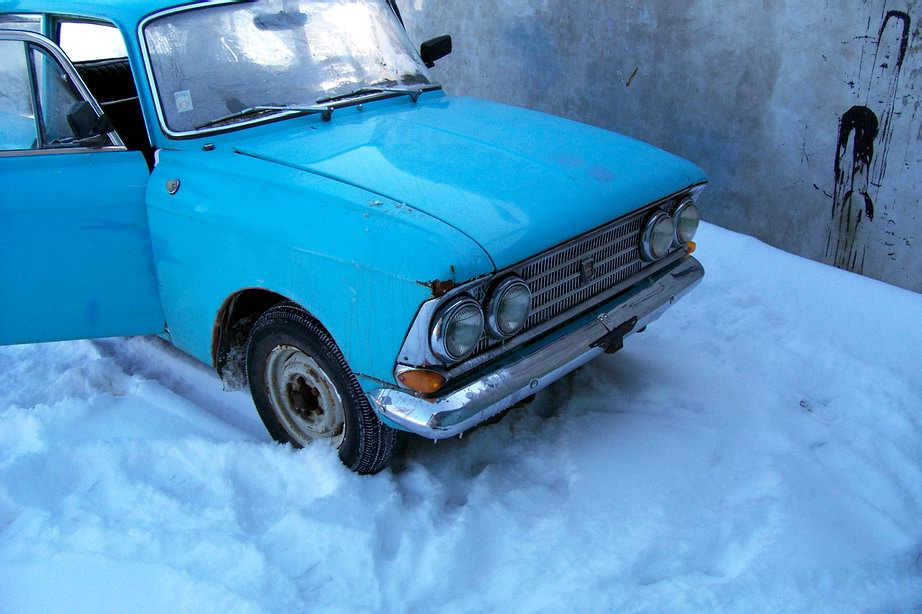
Облицювання радіатора експортного М-408Э

Москвич-408 на момент початку виробництва - осінь 1964 року - мав дуже сучасний вигляд, можна навіть сказати - ультрамодний, адже гострі хвостові «кілі» на той момент не вийшли з моди повністю навіть в Америці (їх використовували всі моделі Cadillac, а також багато Buick і деякі ін. машини), а за європейськими мірками вони виглядали просто останнім писком моди (скажімо, саме в цей час вони були на «Мерседесах»). Машина виглядала нітрохи не гірше за свої закордонні аналоги, на зразок англійського Ford Cortina, французького Renault 8/10 або німецького Opel Kadett. Відповідало до сучасного зовнішнього вигляду і оформлення салону - незграбна металева панель приладів з козирком над щитком, дуже стильний спідометр футуристичного вигляду, і так далі. Механічна частина також не відставала - двокамерний карбюратор, чотириступенева коробка передач, гальма, що автоматично регулюються, безпечний капот, що відкривається вперед, - все це не дуже часто зустрічалося в ті часи на автомобілях подібного класу.

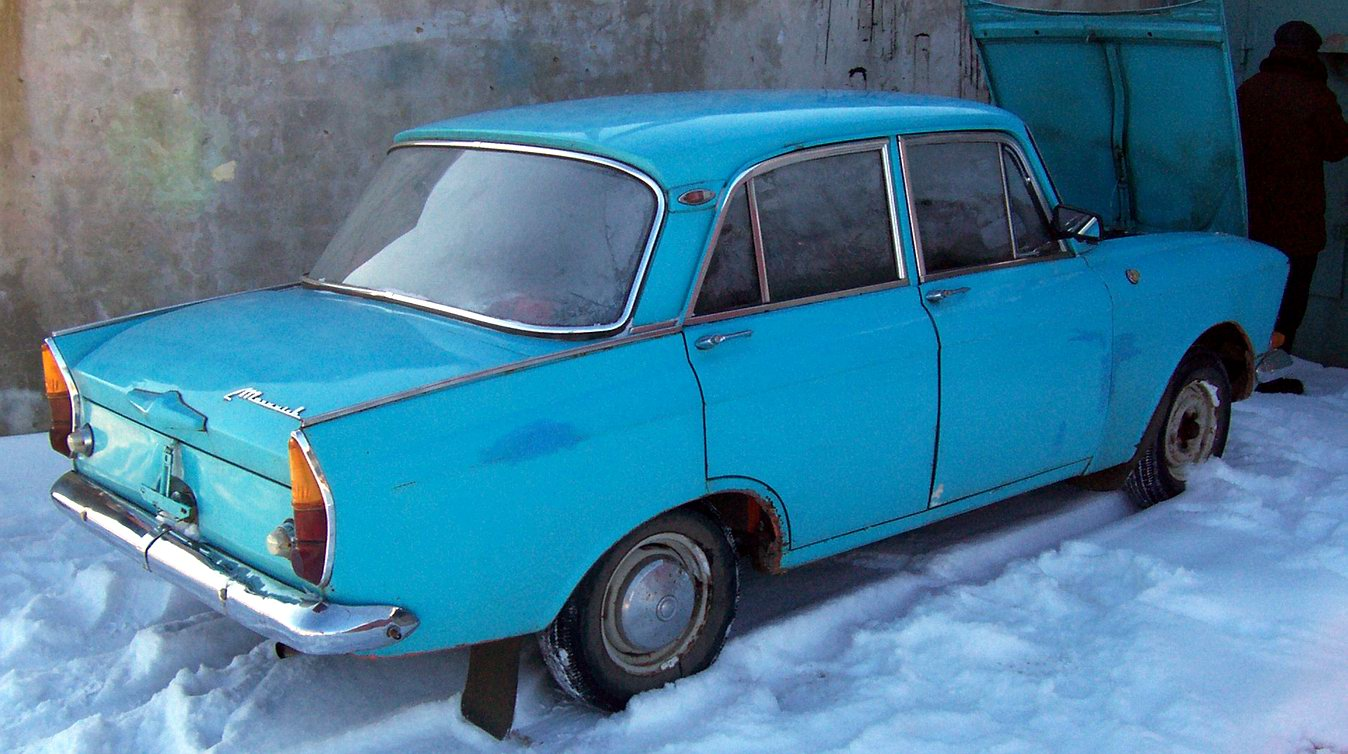
Задні ліхтарі раннього М-408

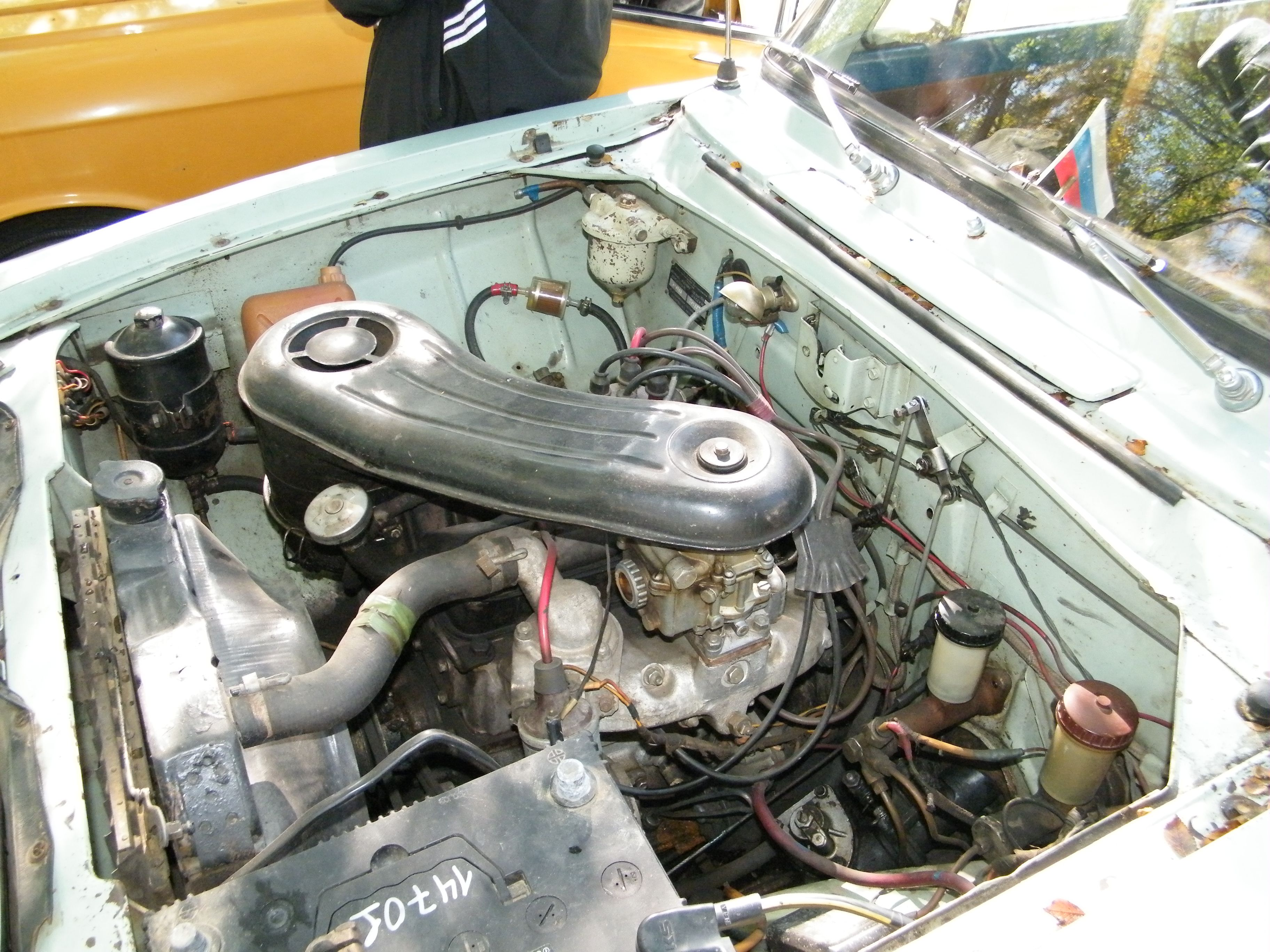
Двигун

Плюс до цього, машина була вельми вдало спропорціонована - при довжині трохи більше 4 м, «Москвич» мав колісну базу 2,4 м - всього на 30 см менше, ніж у «Волги» ГАЗ-21, при тому, що «Волга» перевершувала його по загальній довжині майже на метр.
Автомобіль споряджався модернізованим двигуном від моделі Москвич-403, що мав нижній розподільний вал і клапанний привід. Така конструкція вважалася застарілою, але все ще широко використовувалася, скажімо, на прототипі «Жигулів» Fiat-124 був саме нижнєвальний двигун. Потужність в 50 л.с. була на ті часи для автомобіля такого класу достатньою. Коробка передач мала синхронізацію на вищих передачах, важіль керування розташовувався на рульовій колонці - поширене рішення в ті роки. Підвіски мали класичну для тих років конструкцію - пружинна на поперечних важелях спереду, ресорна ззаду.

## Оцінка успішності моделі
До появи «Жигулів», «Москвич» був єдиним в СРСР загальнодоступним сімейним автомобілем. Компактніші машини (наприклад мотоколяски або «Запорожець») ніколи не мали в СРСР такої популярності, яку вони завоювали в Західній Європі (де масова автомобілізація відбулася саме за рахунок таких автомобілів - VW Cafer («Жук»), Citroen 2cv, Fiat-600 тощо), і не вважалися за повноцінний транспортний засіб, а машини більші (н. «Волга»), які складали більшість на Північно-американському континенті, продавалися населенню в обмеженій кількості, тому саме автомобілі цього класу «Москвичі», пізніше Іжі і «Жигулі» - стали в СРСР по-справжньому народними. Серед водіїв М-408 завжди був відомий як міцна і надійна машина. М-408 випускався тривалий час, до 1976 року, виглядаючи, не зважаючи на вдалий рестайлінг на рубежі десятиліть, до кінця цього періоду зовсім не сучасно, але слід відмітити, що і багато вдалих європейських автомобілів тих же років випускалися протягом не меншого терміну; скажімо, Peugeot-204 випускався з 1965 по 1976 роки Peugeot 204, Fiat-124 (прототип "Жигулів") випускався в Італії з 1966 по 1974 роки, Volvo 140 - з 1967 по 1974, а що мало відрізняється від нього за винятком зовнішнього оформлення і нового двигуна з верхнім розподілвалом Volvo-240 - з 1974 по 1993.
Крім того, Москвич-408 був довгі роки радянським автомобілем, що найбільше експортувався, до кінця 1960-х років на експорт йшло більше половини випущених автомобілів (експортні модифікації мали чотирифарне облицювання радіатора, потужніший двигун, хромові оклади рамок дверей і ущільнювачів скла), причому експорт йшов і в Західну Європу, переважно Францію, Бельгію, Скандинавські країни, Фінляндію. За європейськими мірками, «Москвич» був досить солідною машиною (класу family car - «сімейна машина»), покупців приваблювали невисока ціна, стильний зовнішній вигляд, високий рівень якості. У данській брошурі 1967 року слоганом «Москвича» була фраза - «Mære verd, end den koster», тобто щось подібне до «дешево і сердито», дослівно - «кращий за свою ціну»  . У Франції (і низці інших країн Європи) машину продавали під назвою Moskvitch Elite, оскільки номери з нулем посередині (на зразок 404, 405, 408 тощо) були запатентовані фірмою «Пежо» для своїх моделей. У Скандинавії, М-408 продавався під брендом Moskvich Carat.

## Модифікації

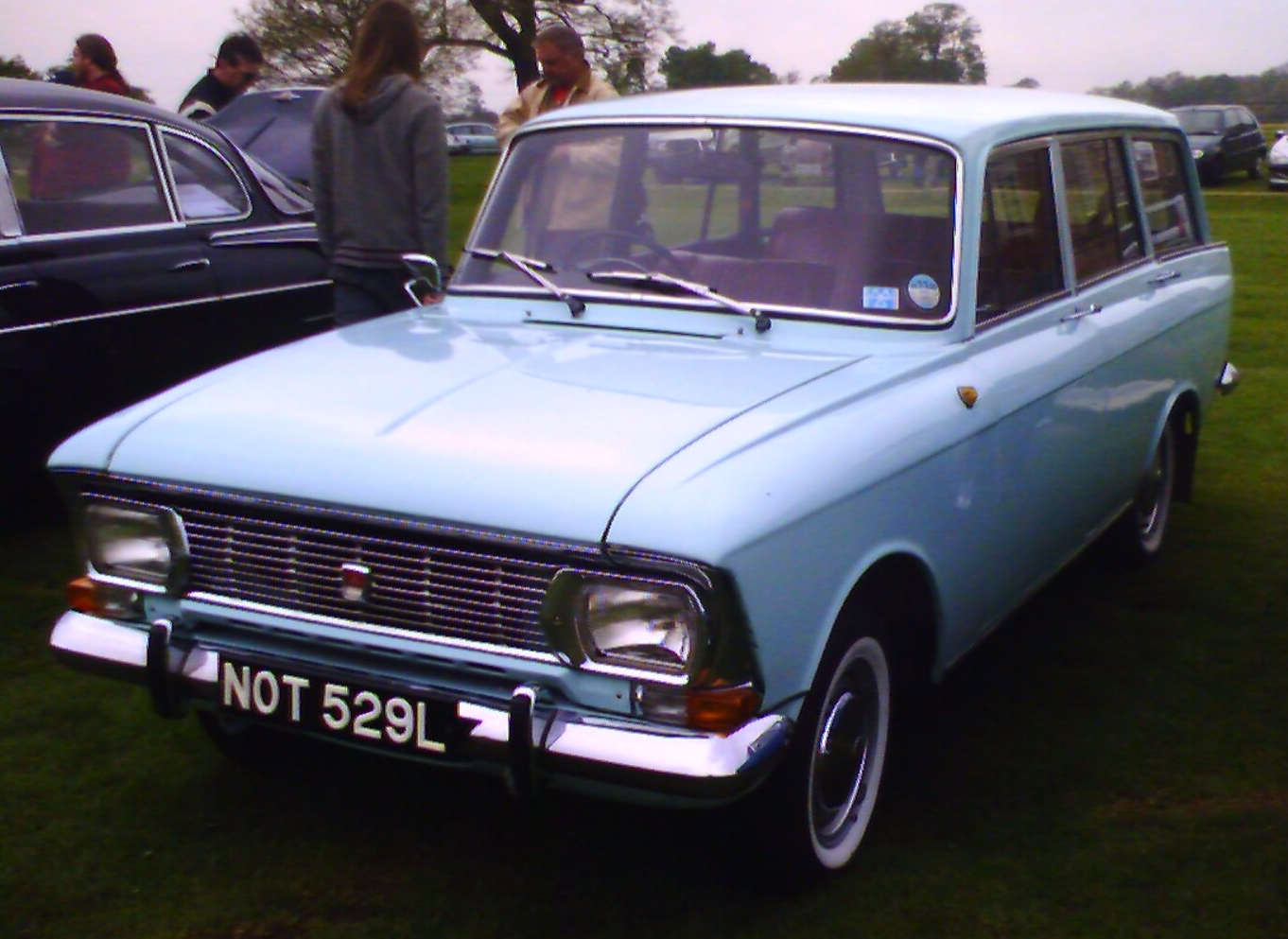
Москвич-427 на базі М-412 — зовні не відмінний від того, що випускався паралельно і відрізнявся в основному двигуном М-426 на базі пізнього М-408.

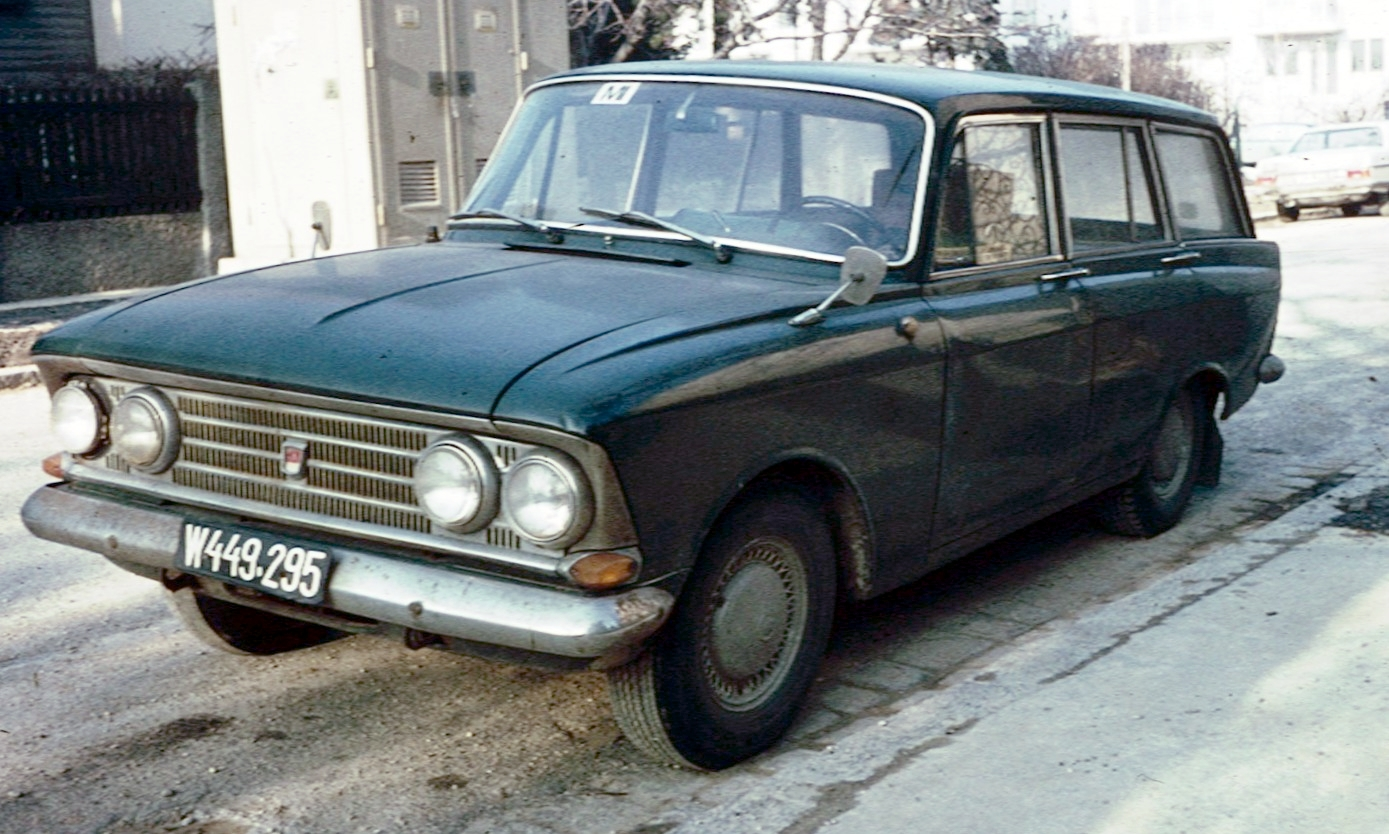
Москвич-426

На базі М-408 в 1966 році був випущений фургон Москвич-433, а в 1967-му — універсал Москвич-426. Автомобіль Москвич-433 мав цілісні задні крила[джерело?] гофровані панелі на місці вікон. Перші варіанти Москвича-433 мали глуху перегородку з маленьким круглим віконцем між кабіною і вантажним відсіком. Пізніше верхню половину перегородки прибрали, вийшов борт висотою із спинку сидінь. Тепер можна було підібратися до поклажі і з боку кабіни. Багажні двері складалися з двох половин: верхня піднімалася вгору, нижня відкидалася вниз. Верхня панель могла мати скло від універсала, або ж замість нього ставилася гофрована сталева панель. У 1964 були створені два зразки Москвич-408 Турист, що були купе-кабріолетом класу GT (Gran Turismo) з впорсковим двигуном, завареними задніми дверима. Не були серійними і пікапи, які перероблялися з серійних машин для внутрішньозаводських потреб.

### Іжевський "Москвич"
З 12 грудня 1966 року автомобіль «Москвич-408» випускався на новозбудованому автозаводі в Іжевську. Позначення моделі при цьому було збережено, а самі автомобілі несли як емблему «ИЖ» на решітці радіатора (так званий «Сатурн» - народна назва першої серії), так і напис «Москвич» на кришці багажника. 
Нумерація кузовів і шасі у автомобілів іжевського випуску пішла з нуля, а двигунів, що поставлялися з МЗМА — продовжена. В Іжевську «408-у» модель збирали всього близько року, і вже у 1967, випустивши в цілому 4196 примірників, перейшли на більш досконалий «Москвич-412» (за іншою інформацією, випуск М-408 тривав там ще й у 1968 році). Надалі іжевські «Москвичі» розвивалися і модернізувалися в цілому незалежно від московських.

### Дослідницькі та несерійні модифікації

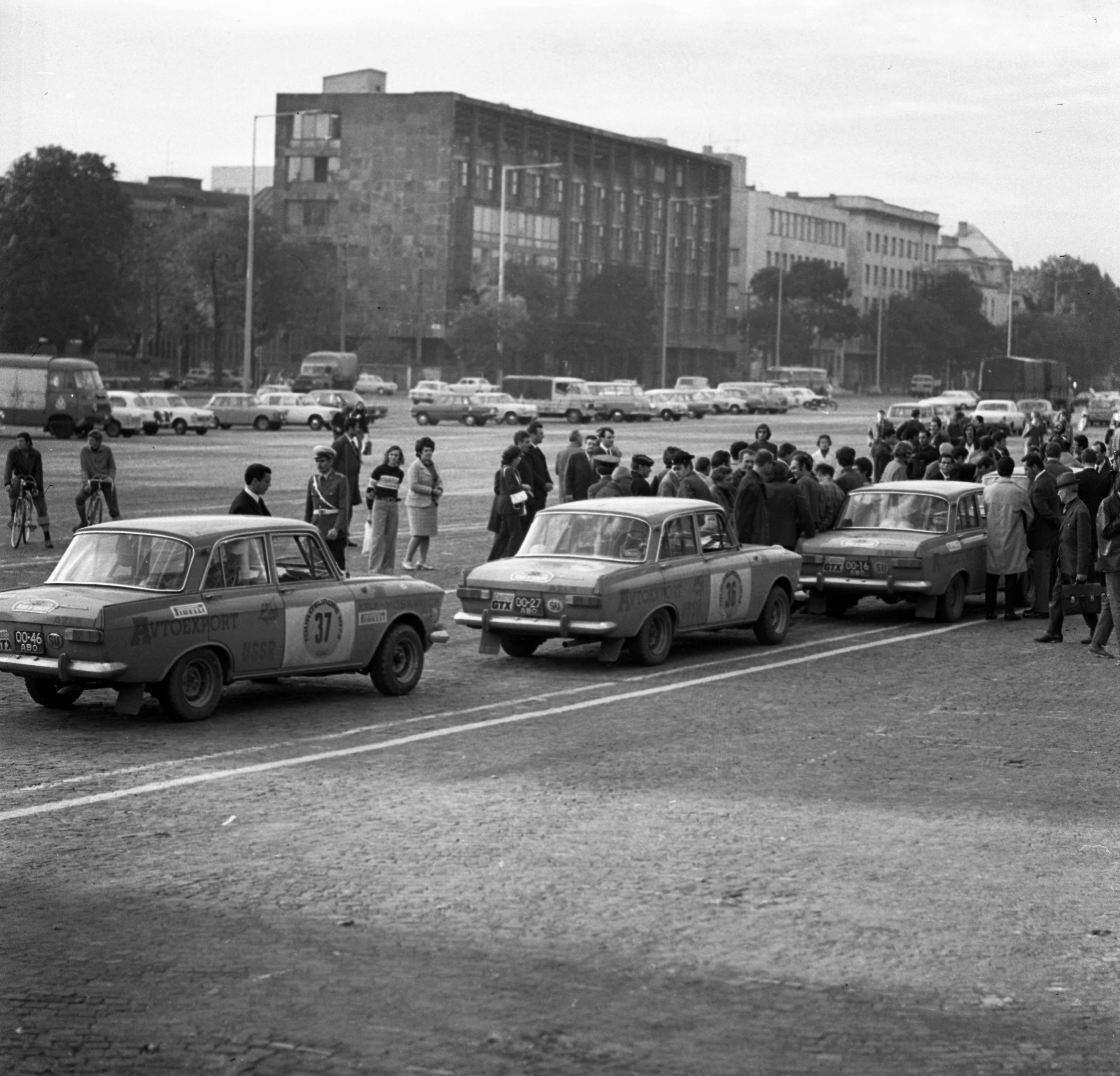
перегони ADAC Tour d'Europe. (Будапешт, 1973)

- Москвич-408 "Турист" — 2-дверний кабріолет зі знімним жорстким дахом (2-а примірника)
- Пікап — перероблялися на заводі кустарними методами для внутрішніх потреб.

На етапі розробки «Москвича-408» поряд з кузовами «седан», «універсал» і «фургон» передбачалося освоєння у малосерійному виробництві (з планом близько 150 авто на рік) варіанту з відкритим «спортивно-туристичним» кузовом (він же — "гран-турізмо") та знімним жорстким верхом, згодом отримав позначення "Турист" і схожий за концепцією на європейські спортивні малолітражки на базі серійних моделей.
Цікаво, що на самому ранньому етапі поряд з відкритим «Туристом» опрацьовувалася і концепція «туристичного» трьохдверного універсала. Однак практичної реалізації її не відбулося.

## В ігровій і сувенірній індустрії
Модель Москвича-408 в масштабі 1:43 спочатку випускала французька фірма Dinky Toys в 1970-х роках. На сьогодні така модель вважається раритетом в колах колекціонерів.
З середини 1970-х років і досі, скопійована з вищеназваного західного аналога, перша в СРСР великосерійна масштабна модель 1:43, модель Москвич-408 у виконаннях з 4-ма круглими і 2-ма квадратними фарами випускається ПП «Тантал», пізніше «Агат», сьогодні «Моссар». Моделі виготовлені найбільшими тиражами, в порівнянні з іншими моделями автомобілів. Випускаються різні модифікації: меддопомога, пожежна, ДАІ, таксі, навчальний та ін.
В рамках журнальної серії «Автолегенди СРСР» від видавництва ДеАгостіні, в серпні 2010 (№ 14) випущена модель «Москвича-408» (2 круглі фари) вишневого кольору. Також ця модель (в зеленому кольорі) вийшла в Польщі в журнальній серії «Культові Автомобілі Польщі».
В рамках проекту «Наш Автопром» в 2010 р. випущена модель «Москвич-408 ЕЛІТ» в кольорах "зелена сосна" і "кобальтовий синій". Ця модель аналогічна згаданій вище моделі з журналу "Автолегенди СРСР", однак, окрім кольору, відрізняється чотирма фарами. Однак фари у 4-фарної моделі НАПа того ж діаметра, що й у 2-фарної моделі АЛ, тоді як фари справжнього 4-фарного М-408 були меншого діаметра, ніж у 2-фарного.

## Прототип
FIAT 2300 (1961) 
FIAT 1300/1500
SEAT 1500
Alfa Romeo Giulia 1962
Lancia Flavia II (819) Berlina Milleotto